# Hugo von Brackel
Hugo Friedrich Wilhelm Adolf Freiherr von Brackel (* 25. Oktober 1834 in Welda bei Warburg in Westfalen; † 14. März 1907 in Paderborn) war ein deutscher Rittergutsbesitzer und Verwaltungsbeamter.

## Leben
Hugo von Brackel wurde geboren als Sohn des  Franz Ferdinand von Brackel und der Charlotte, geb. von Asbeck. Nach dem Abitur am Gymnasium in Arnsberg studierte er an der Georg-August-Universität Göttingen, der Rheinischen Friedrich-Wilhelms-Universität Bonn und der Friedrich-Wilhelms-Universität Berlin Rechts- und Kameralwissenschaften. 
1855 wurde er Mitglied des Corps Saxonia Göttingen.
1857 wurde er nach bestandener Prüfung Auskultator am Kammergericht Berlin und danach am Appellationsgericht Paderborn. 1859 wurde er Regierungsreferendar und 1865 Regierungsassessor bei der Regierung in Münster. 1866 wechselte er zur Regierung in Frankfurt (Oder) und 1867 zur Regierung in Minden, die ihn mit der Vertretung des Landrats im Kreis Büren beauftragte. 1870 übernahm er zunächst die Leitung der kommunalen Verwaltung des Landratsamtes Paderborn. Ende August 1870 erfolgte seine Ernennung zum Landrat des Kreises Paderborn. Aufgrund seiner kirchenpolitisch unzuverlässigen Haltung wurde er auf Drängen des Mindener Regierungspräsidenten Hermann von Eichhorn 1875 nach Plön versetzt, wo er zunächst die Leitung der kommunalen Verwaltung des Landratsamtes Plön verantwortete und 1876 Landrat des Kreises Plön wurde. 1889 wechselte er als Regierungsrat zur Regierung in Kassel. 1899 schied er auf sein Gesuch aus dem Staatsdienst aus.
Von Brackel war Mitglied des Distriktkomitees der Eisenbahn Marburg-Bremen und Besitzer des Rittergutes Welda.
Am 5. September 1872 heiratete er in Rheder Agnes Mathilde Gräfin von Mengersen, mit der er folgende Kinder hatte:
- Bruno (* 1875) ⚭ 1899 Emma von Kintzel (* 1875)
- Anna-Josephine (* 1879)
- Franzarnold (* 1881)

Die westfälische Schriftstellerin Ferdinande von Brackel war seine Schwester. Der Landrat Raban Spiegel von und zu Peckelsheim war sein Schwager.

## Auszeichnungen
- Ernennung zum Geheimen Regierungsrat
- Roter Adlerorden 3. Klasse mit Schleife (1899)